# 기소가와즈쓰미역
기소가와즈쓰미역(일본어: 木曽川堤駅)은 일본 아이치현 이치노미야시에 위치한 나고야 철도 나고야 본선의 철도역이다. 역 번호는 NH 55이며, 상대식 승강장 2면 2선의 구조를 갖춘 지상역이다.

## 타는 곳
| 1 | ■ 나고야 본선 | 하행 | 가사마쓰 · 기후 방면                |  |
| 2 | ■ 나고야 본선 | 상행 | 이치노미야 · 스카구치 · 나고야 방면 |  |

## 이용 현황
- 2013년 기준 : 691명

## 역 주변
- 기소강

## 인접 역
| 나고야 철도 나고야 본선    | 나고야 철도 나고야 본선 | 나고야 철도 나고야 본선          |
| -------------------------- | ----------------------- | -------------------------------- |
| NH 54 구로다 도요하시 방면 | ■ 나고야 본선           | 가사마쓰 NH 56 메이테쓰기후 방면 |